# أساطير يافالية
الأساطير اليافالية هي أساطير المعتقدات الدينية لجنوب الهند المعروفة باسم يافالي، والتي تعتبر رسميًا طائفة هندوسية. تُعتبر النصوص المقدسة اليافالية، أكيلاتيراتو اماناي، وملحقها، آرول نول، المصدر الرئيسي للأساطير اليافالية. الأكيلاتيراتو اماناي هو سرد من مايون (الاسم التاميلي لفيشنو، أو الرب نارايانا) إلى قرينته لاكشمي. وتقسم إلى ثلاثة أقسام: الأفاتارات المبكرة، والأحداث التجسدية، وأحداث ما بعد التجسد.

## الأفاتارات المبكرة
الأفاتارات المبكرة هي جميع الأفاتارات التي ظهرت قبل التجسد الدنيوي لمايون.

### اليوغات الست الأولى
دُعيت اليوغا الأولى («الدهر» أو «العصر») نيتيا يوغا. ازدهرت الفضائل الإلهية والإنسانية وجميع الفضائل الأخرى دون عوائق خلال هذا الوقت. لم يخافوا الشياطين، وكان هناك انسجام تام بين مخلوقات الكون، وكذلك بين أولئك الذين عاشوا في العوالم الأربعة عشر. في هذا اليوغا، كان الملك صالحًا ولم يضطهد شعبه بالضرائب أو بوسائل أخرى.
ولد كروني خلال هذا الوقت السلمي. ويُعتبر كروني، الذي يشبه الشيطان في التقاليد المسيحية، تجسيدًا بدائيًا للشر. رغم أن كروني ولد بأطراف متعددة، كل منها بحجم جبل، فقد اتخذ أشكالًا مختلفة في يوغات مختلفة: مثل رافانا أو دوريودونا. وبالمثل، تجسد مايون أيضًا في يوغات مختلفة بأفاتارات مختلفة: مثل راما أو كريشنا.
شرب كروني كل مياه البحر، لتهدئة الجوع الشديد في معدته. ومع عدم كفاية هذه المياه، ابتلع كايلاش، موطن سيفان (الاسم التاميلي لشيفا)، ثم شرع في التهام الكون بأكمله. الاكيلام الأول: 440-446.
هرب مايون، المقيم مع سيفان في كايلاش، ليباشر تافام (تاباس، تعني «تقشف») وليحصل على إذن سيفان لتدمير كروني. منح إسفاران على هذا الإذن، لكنه أعلم مايون بضرورة الظهور بأشكال مختلفة في اليوكامات الستة المتتالية لتدمير أجزاء كروني الستة. متبعًا هذه النصيحة، قطّع مايون كروني إلى ستة أجزاء وأنقذ الكون. وبهذا انتهت اليوغا الأولى.
في اليوغا الثانية، المسماة شاتورا يوغا، شكلت إحدى القطع الست من كروني مخلوقًا يُدعى كونتوماسلي. كان له شكل وحجم علقة عملاقة، وعندما أزعجت هذه العلقة تافام الموجودين في تافا لوكام (أرض التقشف)، دمر مايون العلقة باصطيادها بخطاف.
في اليوغا الثالثة، المسماة نيتو يوغا، خلقت قطعة أخرى من كروني شخصين شريرين يدعيان تيلايمالالن ومالوسفاهانن،. حكما الناس بانتزاع اليوليام والإيرايكل (الضرائب) منهم. عندما أصبح هذا الاستغلال لا يطاق، اشتكى الديفات (كائنات سماوية) إلى سيفان، الذي كلف بدوره مايون بتدمير الحاكمان الشريران، وهذا ما فعله.
سُميت اليوغا الرابعة كريتا يوغا. تحول فيها الجزء الثالث من كروني، مرة أخرى، إلى شقيقين، يدعيان سوراباربان وسينهاموكا أسوران، ومُنحا مسؤولية حكم الأرض. بدأ الحاكمان الشريران في سحق الديفات، الذين أبلغوا مايون بذلك. اتخذ مايون شكل أروموغان، الاسم التاميلي لكارتيكيا، ونصح الحاكمان بالكف عن شرهم. ولكن عندما رفضوا نصيحته بغطرسة، قضى أروموغان عليهم. وخلال نفس اليوغا، نشأ سوراباربان، باسم إيرانيان هذه المرة. تحدى مايون، الذي تجسد في هيئة ابن إيرانيان (براهلادا)، سلطته واتخذ في النهاية الهيئة الإنسانية-الحيوانية لرجل والأسد (ناراسيمها) عن طريق ثقب معدته. طلب منه مايون وهو على فراش موته أن يتوب، لكنه رد بغطرسة: «لا يمكنك قتلي. عندما تتمكن من وضع عشرة جبال كأنها عشرة مسامير عندها يمكنك قتلي. وإلا فلن تستطيع».
في اليوغا التالية، المسماة تريتا يوغا، يخلق سيفان، بناءً على طلب مايون، الجزء الرابع من كروني البدائي بهيئة مقاتل قوي ذو عشرة رؤوس، مثلت هذه الرؤوس الجبال العشرة، وسماه رافانا. اضطهد رافانا كل من عاش على الأرض بانتزاع اليوليام منهم. أخضع كل ملوك الأرض وجعلهم يدفعون جزيةً له. طلب الديفات مساعدة مايون، بسبب معاناتهم من ظلم رافانا، فولد مايون باسم رامان لتدميره. تاب على فراش موته قائلاً: «فقط بمساعدة أخي تمكنت من تدميري». مع حادثة قتل رافانا هذه، انتهت تريتا يوغا.
في اليوغا السادسة، المسماة دوابارا يوغا، قًسم الجزء الخامس من كروني إلى مائة قطعة، وحوّل إلى دوريودنانن وتسعة وتسعين أخ لدعمه. خلق الإخوة الثلاثة لرامان، بالإضافة إلى فيبوشنان وسامبوفان من الحقبة السابقة، باسم باندافات بانشا في هذا العصر. قتل باندافات البانشا دوريودنانن الشرير، بدعم من مايون، الذي جاء في شكل كريشنا. وحتى على شفا الموت، رفض دوريودنانن التوبة، قائلاً «تمكنت بفضل عقلك الماكر من هزيمتي، ولولاه لم تستطع.» ثم أخبره مايون: «ستخلق ذو معرفة وذكاء ومهارة فنية في اليوكام القادمة، وإذا لم تتوب في ذلك العصر، فسيكون ذلك إبادة أبدية لك». بعد قوله هذا، ذهب مايون إلى شريرنغام وسكن هناك.

### كالينيسان وكالي يوغا وكالي ماياي
يُعد نيسان الجزء السادس من كروني البدائي، وهو مثال للشر (نيسا تعني «شر» بالتاميلية)، خُلق نيسان بهيئة إنسان حكيم وجميل وذكي. دفع نيسان نفسه خارج الأرض في هيئة معكوسة. عندما رأى العرافون السماويون مظهره، توقعوا أنه، كونه ليس من أصل بشري عادي، سيكون له بنية جسدية خشنة وغير محددة، وسيتجذر ذكائه وحواسه الخمس في الباطل. وتنبأوا أن حياته ستكون هشة مثل حياة الطائر، لكنه سيطلق العنان لشر البشر بالغطرسة.
بعد حصوله على عدد لا يحصى من الهبات، بما في ذلك المناعة وشاكرا مايون، انتقل نيسان إلى الأرض ليحكم الناس. في طريقه إلى الأرض، اعترضه تيرومال، الذي ظهر بهيئة بانتارم (متسول متجول)، بشعر طويل أشعث وملابس ممزقة. تحداه تيرومال إلى مبارزة لكن نيسان رفض، معتبرًا أن القتال مع بانتارم قادم في مثل هذه الزي دون أي سلاح، ينتقص من كرامته. استغل تيرومال اللحظة المناسبة، وجعل بدهائه نيسان يعده بالتنازل عن كل هباته إذا تسببت إحدى أكاذيبه في مشاكل لأي بانتارام على وجه الأرض في المستقبل. ثم اشترى شاكرا كاليان ولعنها على شكل نقود. سألت النقود تيرومال عن موعد زوال هذه اللعنة، فرد عليها تيرومال: «ستزول عندما يُهزم كالي»
ومنذ ذلك الحين أصبح نيسان يسمى كالينيسان لأن الكالي يوغا بدأت مع ولادته. وولدت معه قوة شريرة تسمى كالي ماياي (كالي يوغا مايا). تُشير كالي هنا إلى الروح الشريرة خلف كالي يوغا وليس إلى كالي، الإله الهندوسي.
غمرت الكالي مايا العالم بأكمله، فبدأ الخداع والوهم يلوثان عقول الناس. أطيح بطريقة غير ملائمة بالتقاليد والاتفاقيات القديمة، التي كانت قائمة على الدارما. أدخل كالينيسان التمييز الطبقي بين الناس. وسُحق الضعفاء بقوة وحشية. بدأ الناس، الذين تلبستهم الكالي ماياي، يعادون بعضهم - الرجال ضد النساء، والأطفال ضد الوالدين، وما إلى ذلك. استخدم الناس القوة الشيطانية لإيذاء بعضهم البعض. سيطرت الكالي ماياي على ملك ثيروفيثامكور وبدأت تحكم الشعب كملك.